# Rhapta

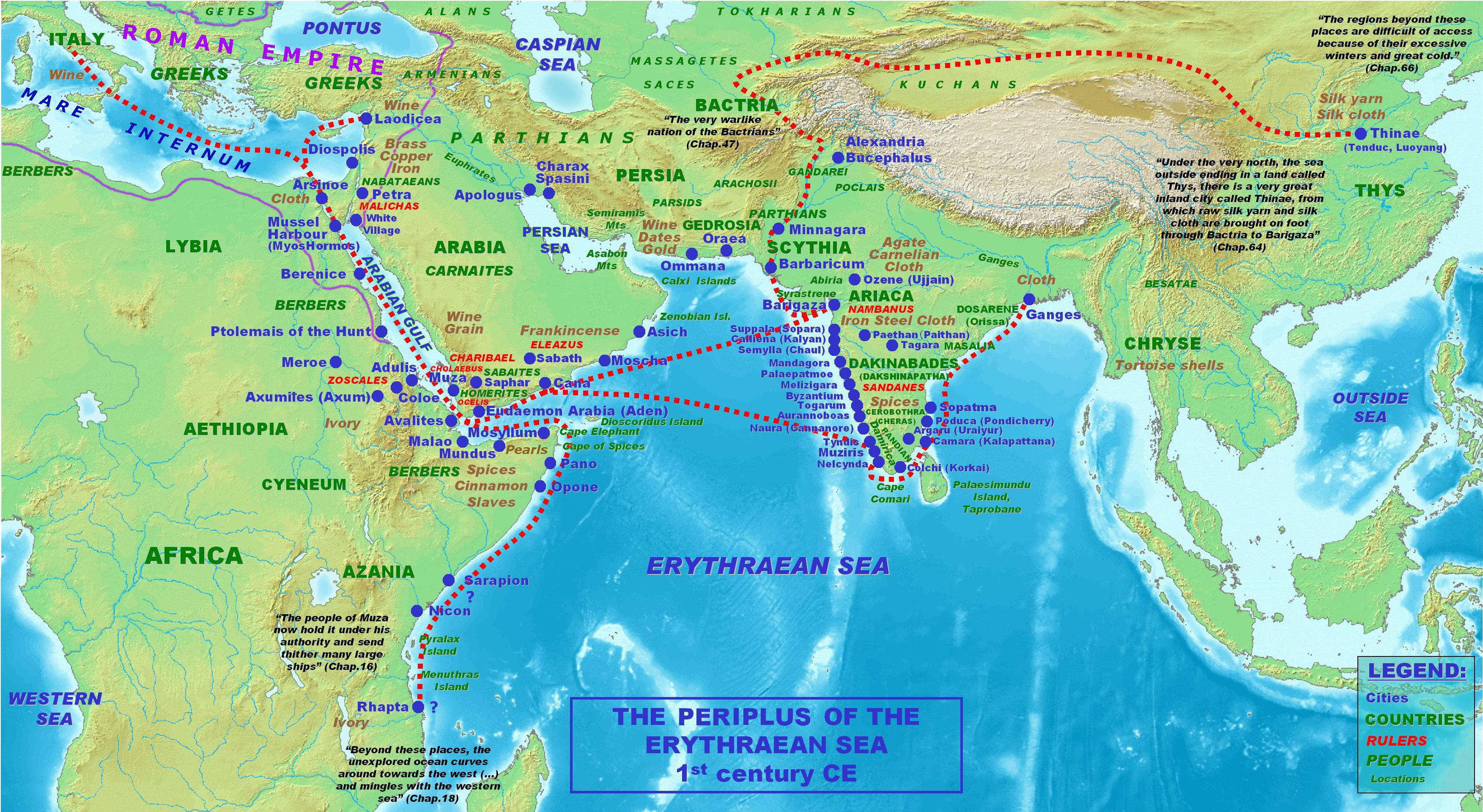
Mapa en el que se pueden ver los enclaves comerciales que cita el Periplo por la Mar Eritrea.

Rhapta fue un puesto comercial situado en la zona de Tanzania que alcanzó su apogeo en el siglo I a. C. No se ha encontrado su localización definitiva pero hay diversas teorías de dónde podría estar. Etimológicamente, Rhapta significa Barcos cosidos, haciendo referencia al tipo de embarcaciones de la nativos del lugar. Este nombre fue dado por los antiguos comerciantes griegos.
El Periplo por la Mar Eritrea  describe  este lugar como el último lugar puerto de Azania, dos días de viaje al sur después de  las islas Menouthis, bajo el control de  Mapharitis (Ma'afir) en la península arábiga.
El geógrafo Claudio Ptolomeo nos informa sobre Diógenes, un mercader que viajó a esta zona. Raphta se situaría cerca de las islas Menouthis, y las Montañas de la Luna, donde el Nilo tiene sus fuentes.
Raphta también  es citada por el escritor bizantino, Cosmas Indicopleustes en el siglo VI.
Estas fuentes nos señalan que era un próspero centro comercial que se dedicaba al comercio de márfil, conchas de tortugas y cuernos de rinocerontes. La ciudad estaba cerca de un río, no muy lejos del mar. Esta plaza comercial estaba dominada por los comerciantes árabes del Yemen. Los mercaderes árabes se casaban con las mujeres locales e importaban a la zona grano, vino, productos de hierro y vidrio. Rhapta era uno de los enclaves comerciales situados más al sur de África.

## Localización
G.W.B. Huntingford ha propuesto diversas hipótesis sobre la localización de Raphta:
- Tanga en la boca del río Mkulumuzi y el río Sigi.
- Pangani, en la boca del río Pangani.
- Msasani,  cerca de Dar es Salaam
- Kisuyu.
- En algún lugar del delta del río Rufiji.

Huntingford  se decanta por  Kisuyu o el río Rufiji. Sin embargo, J. Innes Miller señala que Raphta debe de estar en algún lugar cerca de Tanzania, el río Pangani y Pemba debido a las inscripciones encontradas y a las monedas de origen halladas. Últimamente el profesor Félix A. Chami ha  encontrado datos arqueológicos que permiten localizar Raphta cerca del río Rufiji.

## Comercio

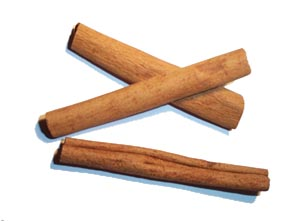
Barras de Canela.

El Periplo por la Mar Eritrea señala que las mercancías más demandadas de Raphta eran conchas de tortuga y Márfil. J. Innes Miller señala que Raphta era un punto importante entre el comercio de Indonesia y el Mediterráneo. Miller señala que el comercio de la canela, utilizando a fuentes como Heródoto, sería el producto más importante. Miller señala que hay importantes vínculos culturales entre el Sureste de Asia y el Este de África. Detalles como la lengua malaya, las técnicas de navegación y el comercio serían pruebas de este contacto durante cientos de años entre las dos zonas. Por último, Miller, explica que aunque no aparezcan otros productos salvo márfil o conchas de tortuga, esto no quiere decir que no se comerciara con ello.

## Orígenes de la plaga de Justiniano
La plaga de Justiniano surgió en algún lugar del este de África y desde allí se trasladó al Alto Egipto y al Mediterráneo, en torno al año 540. Uno de los posibles orígenes de la epidemia pudo ser Rhapta en Tanzania. Rhapta era uno de los enclaves comerciales situados más al sur de África. No obstante, otros puertos importantes eran Opone, que es la actual ciudad de Ras Hafun, Essina y Toniki  en Somalia.
Los puertos de Essina, Toniki y Raphta no han podido ser detectados arqueológicamente, lo que parece indicar, que al igual que Opone, estos puertos debieron desaparecer en el siglo VI. El siglo VI debió de ser un periodo dramático en la historia del Este de África, ya que muchos enclaves comerciales clave desaparecieron. Este periodo catastrófico se puede relacionar con el periodo de declive demográfico que se vive en Europa durante este mismo siglo, a consecuencia de la plaga de Justiniano. Además el Este de África es un reservorio natural de los animales que difunden la peste bubónica.
La epidemia se trasladó del este de África hacía al Imperio bizantino debido al comercio. El marfil era un objeto de lujo muy demandado por las altas clases bizantinas. Con este producto se realizaban tablas para escribir, juguetes, relicarios y otras obras de arte. Durante el siglo VI los elefantes del Mar Rojo y Eritrea estaban prácticamente extintos debidos a su masiva explotación los siglos anteriores, pero en Kenia y Tanzania todavía había abundantes elefantes y por lo tanto eran la fuente básica para las cantidades de márfil que el Imperio bizantino solicitaba. El Imperio bizantino importaba como media unas cincuenta toneladas de marfil cada año del este de África, que suponía la muerte de cinco mil elefantes.
Hoy en día se reconocen como lugares endémicos de la peste bubónica la zona del Himalaya, el centro y este de África y las estepas asiáticas. La epidemia del siglo VI parece haberse originado en África y no en Asia. No encontramos testimonios de peste bubónica en Asia hasta el siglo VII. China se infectaría por la epidemia pero cien años después y posiblemente sería desde las regiones de Persia. Persia se infectaría por su contacto con el Imperio bizantino. Por otro lado no hay evidencias de peste bubónica en las estepas asiáticas hasta bien entrada la Edad Media.